# Phacelia constancei
Phacelia constancei är en strävbladig växtart som beskrevs av Atwood. Phacelia constancei ingår i Faceliasläktet som ingår i familjen strävbladiga växter. Inga underarter finns listade i Catalogue of Life.